# Your Possible Pasts
Pistes de The Final Cut
The Post War Dream One of the Few
Your Possible Pasts est une chanson du groupe de rock progressif britannique Pink Floyd. C'est le deuxième titre de l'album The Final Cut, paru en 1983. Elle ne fut jamais jouée en concert.
Le refrain « Do you remember me ? How we used to be ? Do you think we should be closer ?" est chanté  par Bob Geldof dans le film Pink Floyd The Wall, dans la scène des toilettes entre Waiting for the Worms et Stop. Ce refrain provient d'une chanson écrite par Waters en 1968, Incarceration of a Flower Child, qui ne fut jamais enregistrée par Pink Floyd, mais a été reprise par Marianne Faithfull sur son album Vagabond Ways (1999).

## Personnel
- Roger Waters : chant, basse, guitare acoustique, effets sonores
- David Gilmour : guitare électrique
- Nick Mason : batterie
- Andy Bown : orgue Hammond
- Michael Kamen : piano, orchestration
- Ray Cooper : tambourin

## Liens
- Site officiel de Pink Floyd
- Site officiel de Roger Waters